# 維薩拉-奧特瑪彗星

維薩拉-奧特瑪彗星（139P/Väisälä–Oterma）是一顆週期彗星。
維薩拉-奧特瑪彗星在1939年被發現時，並沒有被認定為彗星，而是被指定為小行星1939 TN。

## 外部連結
- Orbital simulation from JPL (Java) / Horizons Ephemeris
- 139P/Vaisala-Oterma – Seiichi Yoshida @ aerith.net
- 139P at Kronk's Cometography